# Wall (Unix)
wall é um utilitário de linha de comando do Unix. Quando invocado, mostra o conteúdo de um ficheiro ou da entrada standard a todos os utilizadores logados. O nome é uma abreviatura de "write to all" (escreve para todos). É tipicamente utilizado por root para enviar a mensagem do desligando a todos os utilizadores antes do poweroff.

## Chamada
wall é utilizado da seguinte forma:
```
 
foo@bar:~$
 
wall
 
<nome_do_ficheiro>

```

Para utilizar a entrada standard, basta omitir o nome_do_ficheiro.